# Borgo di Terzo
Borgo di Terzo är en ort och kommun i provinsen Bergamo i regionen Lombardiet i Italien. Kommunen hade 1 177 invånare (2018).